# Stade de la Tuilière
Das Stade de la Tuilière ist ein Fussballstadion in der Schweizer Stadt Lausanne im Kanton Waadt. Es löste im November 2020 das Stade Olympique de la Pontaise von 1954 als Heimspielstätte des Fussballclubs FC Lausanne-Sport ab.

## Geschichte
Zur Planung des Stadions wurde ein Wettbewerb ausgetragen, den das Architekturbüroduo Sollberger Bögli und Mlzd gewann. Das neue Stadion war Teil eines Projekts zur Stadtentwicklung. Am 18. Dezember 2017 begann offiziell der Bau des Stadions. Stadtpräsident Grégoire Junod bezeichnete den Bau als «einen der wichtigsten der letzten 50 Jahre».

## Architektur
Das Stadion befindet sich am nördlichen Stadtrand in der Nähe des Flugplatzes Lausanne-La Blécherette. Es ist Teil einer Sportinfrastruktur mit neun Aussenplätzen für Fussball und einer Leichtathletikanlage. Das Gebäude ist ein rechteckiger Bau mit harten Kanten und Glasfassaden. Die Eingänge befinden sich platzsparend in den Ecken des Stadions unter den steil ansteigenden Tribünen. Das Spielfeld ist aus Kunstrasen und mit einer Rasenheizung ausgestattet. Die fast 800'000 CHF teure Anlage darf durch einen Vertrag zwischen dem FC Lausanne-Sport und der Stadt Lausanne nur einmal im Jahr genutzt werden. Dies forderten die Grünen als Kompromiss für die Zustimmung zum Bau. Das Stadion wurde des Weiteren mit einer grossen Anzahl Solarzellen, einem Solarkraftwerk, LED-Beleuchtung, einem begrünten Dach und einer eigenen Kläranlage ausgestattet.
Der Platz, den das Stade de la Tuilière einnimmt, wird von neu geschaffenen Biotopen und Grünflächen mit 400 Bäumen und 11'000 Sträuchern kompensiert. Sie bieten Unterschlupf für Reptilien, Echsen und Insekten. An den Aussenwänden der Spielstätte wurden 50 Nistplätze für gefährdete Vogelarten angebracht.

## Galerie

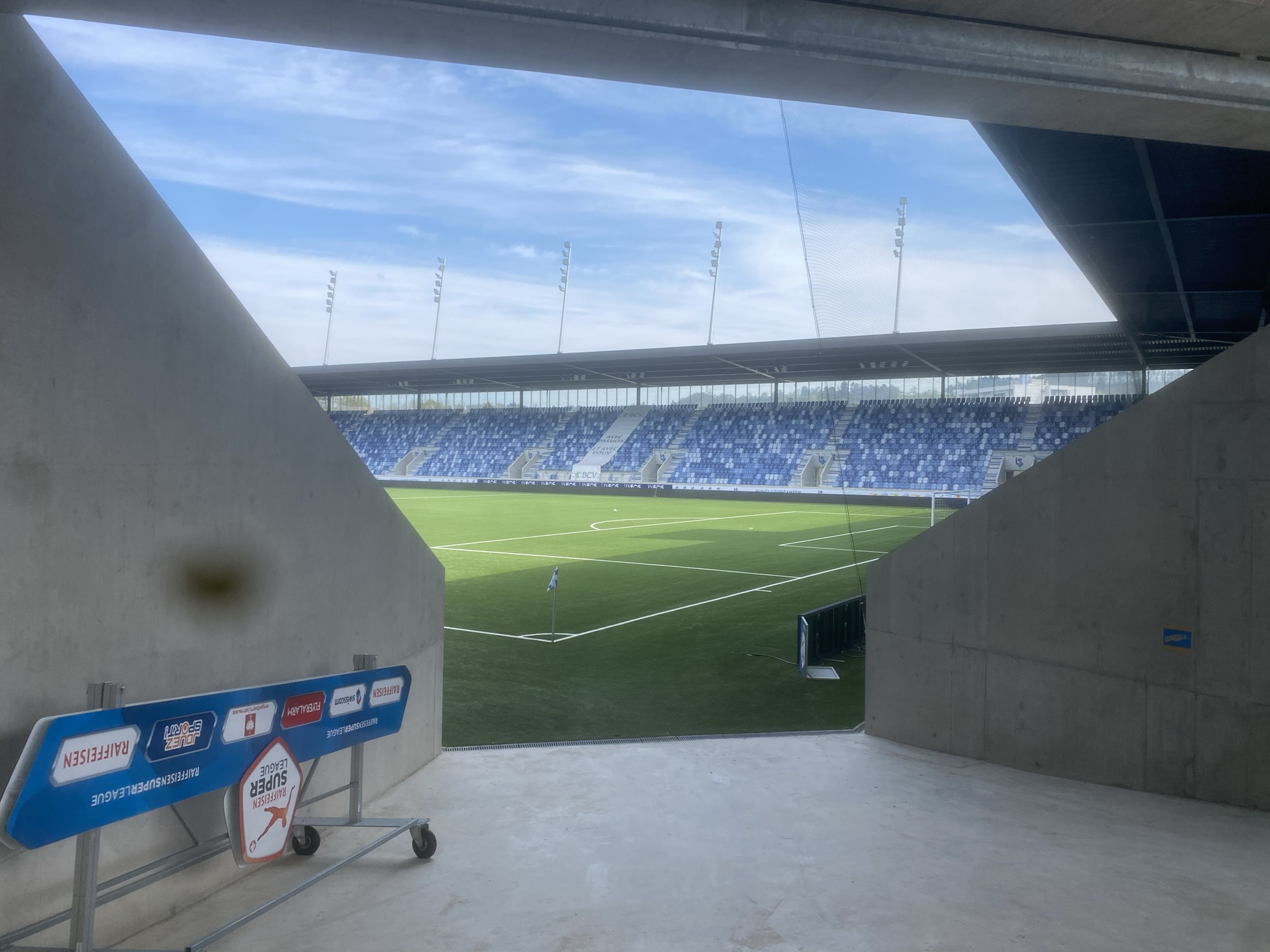
Blick in das Stadion im Jahr 2021
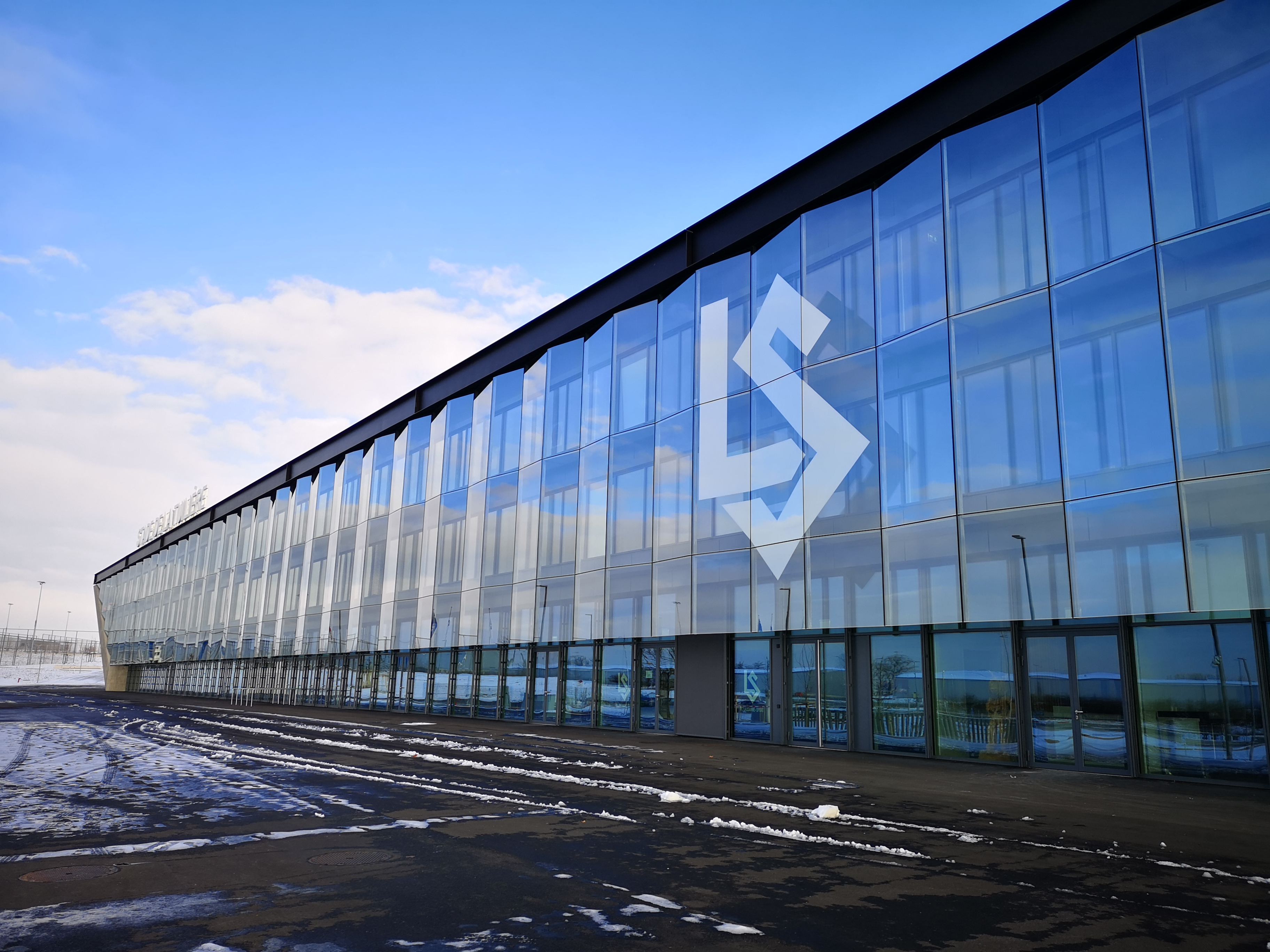
Fassade mit dem Logo des FC Lausanne-Sport (Januar 2021)